# Hypercompe peruvensis
Hypercompe peruvensis là một loài bướm đêm thuộc phân họ Arctiinae, họ Erebidae.